# (359) Georgia
(359) Georgia ist ein Asteroid des mittleren Hauptgürtels, der am 10. März 1893 vom französischen Astronomen Auguste Charlois am Observatoire de Nice bei einer Helligkeit von 13 mag entdeckt wurde.
Der Asteroid ist benannt zu Ehren von Georg II. August (1683–1760), König von Großbritannien und Irland und deutscher Kurfürst, der 1737 die Universität Göttingen gründete. Die Benennung erfolgte 1902 durch die Tochter des Mathematikers Felix Klein auf der Tagung der Astronomischen Gesellschaft in Göttingen.

## Wissenschaftliche Auswertung
Aus Ergebnissen der IRAS Minor Planet Survey (IMPS) wurden 1992 Angaben zu Durchmesser und Albedo für zahlreiche Asteroiden abgeleitet, darunter auch (359) Georgia, für die damals Werte von 43,9 km bzw. 0,26 erhalten wurden.
Photometrische Messungen des Asteroiden fanden erstmals statt am 26. und 27. März 1974 am Observatorium Kvistaberg in Schweden. Aus den registrierten Daten wurde eine Rotationsperiode von etwa 7,2 h abgeleitet. Dagegen wurden Beobachtungen am 22. und 24. April 1992 an der Außenstelle „Carlos U. Cesco“ des Felix-Aguilar-Observatoriums (OAFA) in Argentinien zu einer Rotationsperiode von 13,25 h ausgewertet.
Neue Messungen vom 7. bis 10. Februar 2009 am Palmer Divide Observatory des Space Science Institute in Colorado konnten jedoch beide früheren Ergebnisse widerlegen, den hier wurde aus der aufgezeichneten Lichtkurve eine deutlich kürzere Periode von 5,537 h bestimmt. Dieses Resultat wurde auch durch weitere Beobachtungen vom 25. Februar bis 14. März 2014 während neun Nächten am Burleith Observatory in Washington, D.C. bestätigt, denn hier wurde auch eine Rotationsperiode von 5,5341 h abgeleitet.
Auch die Italian Amateur Astronomers Union (UAI) untersuchte (359) Georgia während drei Kampagnen. Bei Beobachtungen vom 6. Februar bis 5. März 2019 während 11 Nächten an acht Observatorien in Italien wurde aus der registrierten Lichtkurve eine Rotationsperiode von 5,5329 h abgeleitet, während bei Messungen an vier Observatorien während sechs Nächten vom 27. Oktober bis 6. Dezember 2021 ein Wert von 5,534 h erhalten wurde.
Aus archivierten Daten des Asteroid Terrestrial-impact Last Alert System (ATLAS) aus dem Zeitraum 2015 bis 2018 konnte in einer Untersuchung von 2022 mit der Methode der konvexen Inversion eine Rotationsperiode von 5,5334 h bestimmt werden. Schließlich konnte durch Beobachtungen vom 23. Januar bis 27. Februar 2023 während zehn Nächten an sieben Observatorien noch eine weitere Bestimmung der Rotationsperiode zu 5,5332 h erfolgen.